# 2006年アイスホッケー世界選手権
2006年アイスホッケー世界選手権（第70回アイスホッケー世界選手権）は5月5日から5月21日までラトビアのアリーナ・リガ他で開催された。スウェーデン代表が優勝し五輪に続き2冠を達成。ニクラス・クロンウォールが大会最優秀選手に選ばれた。

## 大会方式
16ヶ国が4ヶ国ずつ4つの1次リーグに分かれて争い、上位3位以内に入った12ヶ国が6ヶ国ずつ2つの2次リーグに分かれて争い、上位4ヶ国ずつ計8ヶ国がトーナメントに進出し優勝を争う。また1次リーグで最下位に終わった4ヶ国でリーグを行い、下位2ヶ国がディビジョン I に降格する。リーグ戦で勝利すると勝ち点3、オーバータイムまたはペナルティシュートアウトで決着がついた場合は勝利チームに勝ち点2、敗戦チームに勝ち点1が与えられる。勝ち点方式はディビジョン I 以下についても同様。

## 結果
| 順位 | 国             |
| ---- | -------------- |
|      | スウェーデン   |
|      | チェコ         |
|      | フィンランド   |
| 4    | カナダ         |
| 5    | ロシア         |
| 6    | ベラルーシ     |
| 7    | アメリカ合衆国 |
| 8    | スロバキア     |
| 9    | スイス         |
| 10   | ラトビア       |
| 11   | ノルウェー     |
| 12   | ウクライナ     |
| 13   | デンマーク     |
| 14   | イタリア       |
| 15   | カザフスタン   |
| 16   | スロベニア     |

カザフスタンとスロベニアは次回大会でディビジョンIに降格

## ディビジョンI
最終結果
| Group A 1. ドイツ — 次回世界選手権昇格 2. フランス 3. 日本 4. ハンガリー 5. イギリス 6. イスラエル — 次回ディビジョンII降格 | Group B 1. オーストリア — 次回世界選手権昇格 2. リトアニア 3. ポーランド 4. エストニア 5. オランダ 6. クロアチア — 次回ディビジョンII降格 |